# Colle di Monte Nero
Monte Nero, noto anche come colle di Monte Nero, è la collina per eccellenza di Livorno.
Parte delle Colline Livornesi, sulle sue pendici si sviluppa l'abitato di Montenero con il suo famoso santuario. Sulla sommità invece si trova la località Castellaccio, dove sorge Villa Gower e una torre neomediovale, nel luogo in cui, in epoca medievale, si innalzava il cosiddetto Castello delle Formiche.